# Bodarna, Vindelns kommun

Bodarna är en by i Degerfors socken, Vindelns kommun.
Byn är belägen utmed Vindelälven och länsväg 363 mellan Hällnäs och Vindeln i Västerbottens län.  Byn har uppmärksammats regionalt för att det sedan år 2013 hålls en årlig hönsmarknad där.